# 尾崎博志
尾崎 博志 （おざき ひろし、1977年2月24日 - ）は、日本のスティールギタリスト（pedal steel / lap steel guitar player）、ギタリスト、作曲家、編曲家である。

## 人物
神奈川県出身。
父親はスティールギタリストの尾崎孝。
カントリー・ミュージックへの造詣が深く、スティール・ギターにおいては日本を代表するスティールギタリストの一人である。
一部のコミュニティでは、ランディ尾崎
(Run"d "OZAKI)として親しまれている。
- ジャンル：カントリー・ミュージック、ポップス、フォーク、ロック
- 職業：スティールギタリスト、ギタリスト、マルチストリングスプレイヤー、スタジオミュージシャン、作曲家、編曲家
- 担当楽器：スティールギター、ギター、リゾネーターギター（スクウェア　ネック）、バンジョー、マンドリン

## ツアー・ライブサポート
- Heather Myles - at coutry gold,2002
- 水越けいこ
- ブラッド・ペイズリー(Brad Paisley) - at coutry gold,2003
- 鳥塚しげき
- 南佳孝
- 藤本美貴
- 安倍なつみ
- 矢口真里
- 保田圭
- 八反安未果
- Charlie Maccoy
- 山崎ハコ[1]
- ブラザーズ5
- 朝崎郁恵
- 川畑要
- kainatsu
- 矢島舞美
- 森山直太朗 - コンサートツアー『西へ』（2015年）
- ハンバート ハンバート（2017年）
- 吉澤嘉代子（2018年）

## スタジオワークス

### 演奏参加作品
- ISAKATIKAZO
2003年)ーSweet Slide Music
2007年)ーFeel me! Touch Me!
- 片山誠史
2005年)ーI am Wagon Master～Tribute to Country Legends～
- 宮前ユキ
2006年)ー『WALTZ OF THE WIND』『ちょっと気になるよ』『I BELIEVE IN YOU』『JOLENE』
2011年)ーWHITE LIGHTNING『空はターコイズブルー』『うつろな日曜日』
- 有里知花
2007年)ーISLAND MOMENTS
- レインブック
2007年)ー童謡の風景〜みんなで歌おう
2008年)ー秋桜ー届かない手紙ー『この空が迎えてくれる』
2010年)ー童謡の風景3〜みんなで歌おう
- 酒井康平
2009年)ーHANDMADE COMPANY
- 岩崎はじめ
2009年)ーのんびり屋
- Aisa introducing I.H.O.
2012年)ー『Tokyoアイノアイノウタ』
- Dr.K　with GERRY McGEE&MARC BENNO 2012年)LET’S SWAMP TOUR LIVE JAPAN
- 山崎ハコ
2012年)ー縁ーえにしー『縁』『桃肌ピーチスキン』
2014年)ー歌っ子『歌っ子』『空の舟』『ターコイズブルーの空』
- イルカ
2012年)ーほのぼの倶楽部『昭和の子』
- 由紀さおり
- JIGGER’S SON2012年)ーバトン『バトン』『大丈夫』
2013年)ーSMILE『ユー・アー・マイ・サンシャイン』
- ブラザーズ5
2014年)ー入っておいで この里に／この街で／地球が生まれた日
2015年)ーいとしい仲間たち『風に吹かれて』『地球が生まれた日』『風は知らない』『入っておいで　この里に』『いつまでも　いつまでも』『Lady Greensleeves』『うれしいな』『この街』
- 安倍なつみ
2014年)ーSmile,,,♥︎『トウモロコシと空と風』『せんこう花火』
2015年)ーDreams『ポアンカレ』『嘘つき』
- 尾崎亜美
2016年)ーS-mile~４０th Amii-versary~『時を渡る魔法』『Smile』
2018年)ーLife Begins at 60『1グラムの歌』『初恋の通り雨』
- ハンバート　ハンバート
2017年)家族行進曲『あたたかな手』『ただいま』『今夜君が帰ったら』[2]
- 半﨑美子
2017年)サクラ〜卒業できなかった君へ〜『感謝の根』
- 丸本莉子
2017年)ーココロノコエ『言葉にできない』
2018年)ーCOVER SONGS『今日までそして明日から』
- 永井龍雲
2017年)ースライド・ショウ『戦の町』
2017年)ーオイビト『クロスポイント』『愛はまだ輝きの中』

## CD
- 路地猫サウンドトラック2008

## 参加DVD・映画
- キャッチ　ア　ウェーブ(2005年)オリジナルサウンドトラックより『青春BOY』
- 河童のクゥと夏休み（2007年）
- 路地猫（2008年）音楽制作
- 喧嘩番長（実写版）（2008年）音楽制作
- 自由の限界森山直太朗(2014年)

## テレビ
- 熱唱!昭和フォーク（BS朝日）

## バンド
- チャーリー永谷&キャノンボールズ
- SUPER COUNTRY
- DEXSTRINGs
- TRI BARREL